# Marguerite de Poulaillon
Marguerite de Poulaillon, född Marguerite de Jehan, död efter 1697, var en fransk adelsdam, en av de anklagade i den berömda Giftmordsaffären i Frankrike 1679.

## Biografi
Marguerite de Poulaillon var medlem av en adelsfamilj i Bordeaux, och beskrivs som vacker, intelligent och charmerande. Hon blev bortgift mot sin vilja med den förmögna äldre adelsmannen Alexandre de Poulaillon i Paris. 
Äktenskapet var olyckligt, och hon blev förälskad i en man vid namn Riviére. Riviére var en lycksökare som krävde pengar av henne, något som gjorde att hon började spendera allt mer pengar på honom för att hålla honom kvar. Hennes slöseri gjorde att maken upphörde med att ge henne pengar och i stället betalade hennes räkningar, och hon kunde inte längre betala Riviére för relationen.

### Brott
Marguerite de Poulaillon blev desperat och planerade att råna maken, och sökte råd av Marie Vigoreaux, en bekant till giftblandaren Marie Bosse. 
Hon konsulterade Bosse i en karmelitkyrka. Bosse sålde henne ett långsamt verkande gift genom att förgifta Alexander de Poulaillons nattskjorta med arsenik för ett pris på 4000 livres. 
Planen var att maken skulle bli sjuk av skjortan, för att sedan bli mördad av läkarna, då de injicerade honom med arsenik som en del av sin behandling, eftersom giftet under denna tid ofta användes inom medicin. Tjänarna vägrade dock att samarbeta utan varnade i stället Alexander de Poulaillon. 
Hon försökte då i stället hyra en grupp soldater att överfalla och döda maken. Soldaterna tog emot henne pengar, men varnade i stället maken i alla fall. Alexander de Poulaillon spärrade då in henne i ett kloster och anmälde henne. Hennes älskare Riviére flydde till Bourgogne, där han ställdes under beskydd av en adelsdam han hade ett sexuellt förhållande till. 

### Giftmordsaffären
Marguerite de Poulaillon angavs av Marie Vigoreaux och Marie Bosse som kund och blev den första av högre samhällsklass som drogs in i giftmordsaffären, och hennes fall tilldrog sig därför stort uppseende. Rättegången uppfattades av många som en rättskandal. 
Hon nekade till att ha försökt mörda Poulaillon, men förklarade sig skyldig till att ha försökt droga och råna honom, och sade sig villigt välkomna och underkasta sig en dödsdom. 
Den 5 juni 1679 frikändes Marguerite de Poulaillon från mordförsök och dömdes till förvisning. Domstolen ska ha låtit sig påverkas av hennes utseende, charm samt det faktum att hon var släkt med en del av domarna. Under överläggningen ska man också ha påpekat att domen mot henne skulle komma att betraktas som ett precedensfall i de kommande processerna mot Francoise de Dreux och Marguerite Leferon. 
Enligt La Reynie var hon inte nöjd med domen utan ansökte om att få domen omvandlad till förvaring i stället för att dömas till exil, med argumentet att hon annars kanske skulle begå nya brott. Orsaken till hennes ansökan var troligen att hon inte ville bli återinförd under sin makes förmynderskap. 
Hennes ansökan beviljades, och hon placerades på en korrektionsanstalt för före detta prostituerade kvinnor i Angers. Arton år senare, i maj 1697, ansökte hon förgäves om att få överföras från anstalten till ett kloster, där förhållandena var bättre.    

### Efterspel
Den milda domen mot Marguerite de Poulaillon anses ha utgjort ett prejudikat för att fria även de övriga åtalade i giftmordsaffären som tillhörde överklassen, särskilt i de friande domarna mot Francoise de Dreux och Marguerite Leferon. 
Hustrun till parlamentsmedlemmen de Dreux, en känd medlem av Parissocieteten, var överbevisad om mord och mordförsök på flera personer men blev endast dömd till exil, vilket också det omvandlades till ett förbud att lämna Paris, och Marguerite Galart, änka efter domare Léferon, hade enligt 14 vittnen mördat sin man för att kunna gifta sig med sin älskare men blev trots detta endast dömd till böter och exil från Paris. 
Den klassmässiga diskrimineringen blev tydlig då änkan efter hantverkaren Brunet, som hade mördat sin man för att gifta sig med sin älskare, hovflöjtisten Philibert Rebille, samtidigt dömdes till att hängas efter att ha fått sin hand avhuggen.   